# Denissowa-Höhle
Die Denissowa-Höhle (von russisch Дени́сова пеще́ра / Denissowa peschtschera, wiss. Transliteration Denisova peščera, wörtlich: Denis-Höhle oder Höhle von Denis) ist eine Höhle im Altaigebirge in der russischen Region Altai in Sibirien. Die Höhle liegt etwa 4 km nordwestlich des Dorfes Tschorny Anui (Чёрный Ануй) bereits in der Republik Altai und etwa 220 km Luftlinie südsüdöstlich der Regionshauptstadt Barnaul sowie 130 km südlich von Bijsk. Das Rajonzentrum Soloneschnoje liegt knapp 40 km nordwestlich.
Die Höhle befindet sich auf etwa 670 m über dem Meeresspiegel und etwa 28 m oberhalb des rechten Ufers des Anui, eines linken Nebenflusses des Ob. Sie weist eine Bodenfläche von etwa 270 m2 auf. Kurz hinter dem Eingang liegt der etwa 9 m × 11 m große Hauptraum mit den archäologischen Siedlungsschichten, außerdem gibt es kleinere Nebenräume. Die Denissowa-Höhle ist eine relativ horizontal liegende Karsthöhle in Schichten des Oberen Silurs. Sie gilt als die am besten erforschte Höhle mit altsteinzeitlichen Funden in Nordasien und ist neben der Baishiya-Höhle in Tibet der bislang einzige Fundort von Überresten der Denisova-Menschen.

## Jüngere Geschichte
Im 18. Jahrhundert bewohnte ein Eremit namens Дионисий / Dionisij (Denis) die Höhle, die daraufhin nach ihm benannt wurde. Die einheimischen Altaier nennen sie Aju-Tasch (Bärenfels).

## Prähistorische Besiedlung
In den 1970er Jahren entdeckten sowjetische Wissenschaftler unter der Leitung des Paläontologen Nikolai Owodow auf der Suche nach Höhlenbärenresten zahlreiche Steinwerkzeuge in der Höhle, was zu weitergehenden archäologischen Untersuchungen führte. Forscher des Instituts für Archäologie und Ethnographie in Nowosibirsk identifizierten 1982 22 Schichten mit archäologischen Fundstücken, die eine Zeitspanne von Dionissi bis zu zwischen 125.000 und 180.000 Jahren zurück abdecken. Man datierte die Schichten mithilfe der Thermolumineszenzdatierung und teilweise mittels der Radiokohlenstoffdatierung. Unter den archäologischen Funden sind Werkzeuge im Moustérien- und Levallois-Stil, die dem Neandertaler zugeschrieben werden.
Ungewöhnlich sind auch Schmuckgegenstände der Schicht 11, die auf ein Alter zwischen etwa 45.000 und 30.000 Jahren datiert wurde. Neben durchlochten Zähnen wurden hier zwei Fragmente eines geschliffenen Armrings aus dunkelgrünem „Chloritolit“ (engl.: chloritolite) gefunden, was für das frühe Jungpaläolithikum einen singulären Befund darstellt. In einem Zeitungsartikel von 2015 ist unter Verweis auf den Grabungsleiter Anatoli Derewjanko hingegen mehrfach von Chlorit die Rede, was die Erstbestimmung nun als irrtümliche Formulierung erscheinen lässt und auf eine Varietät des Grünschiefers hindeutet.

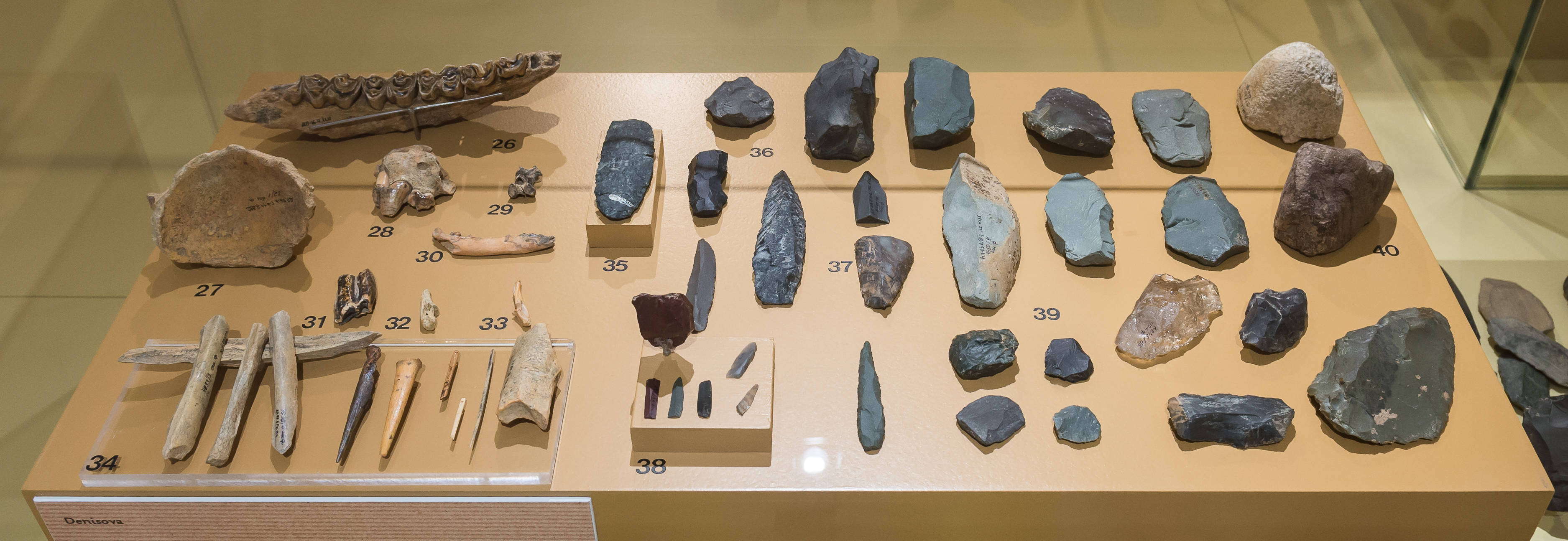
Fundstücke aus der Denissowa-Höhle (Originale)
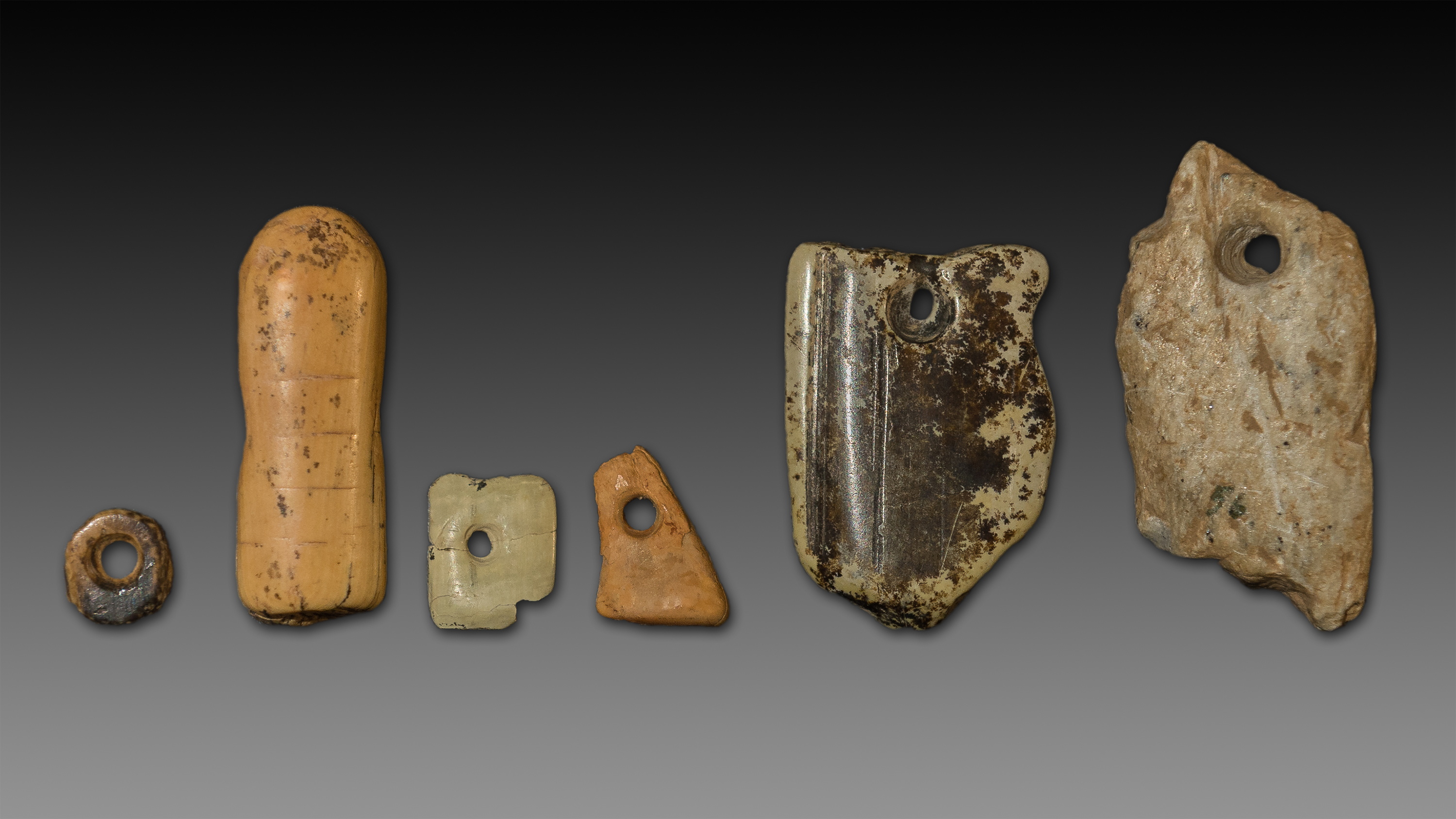
Fundstücke aus der Denissowa-Höhle (Originale)
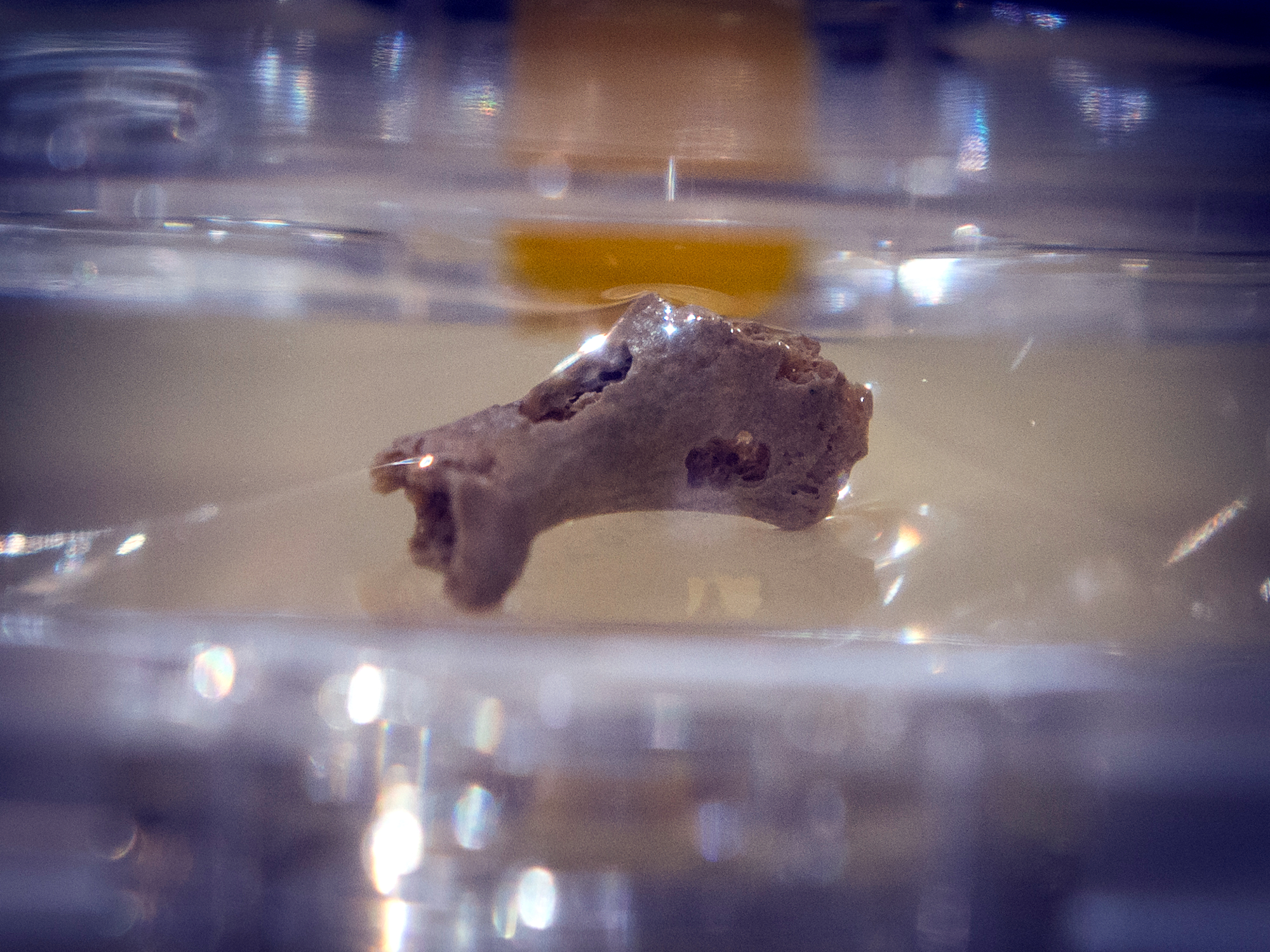
Fossil Denisova 5: In der Denissowa-Höhle gefundener Zehenknochen (Grundglied) eines Neandertalers mit Beprobungsspuren (Original)
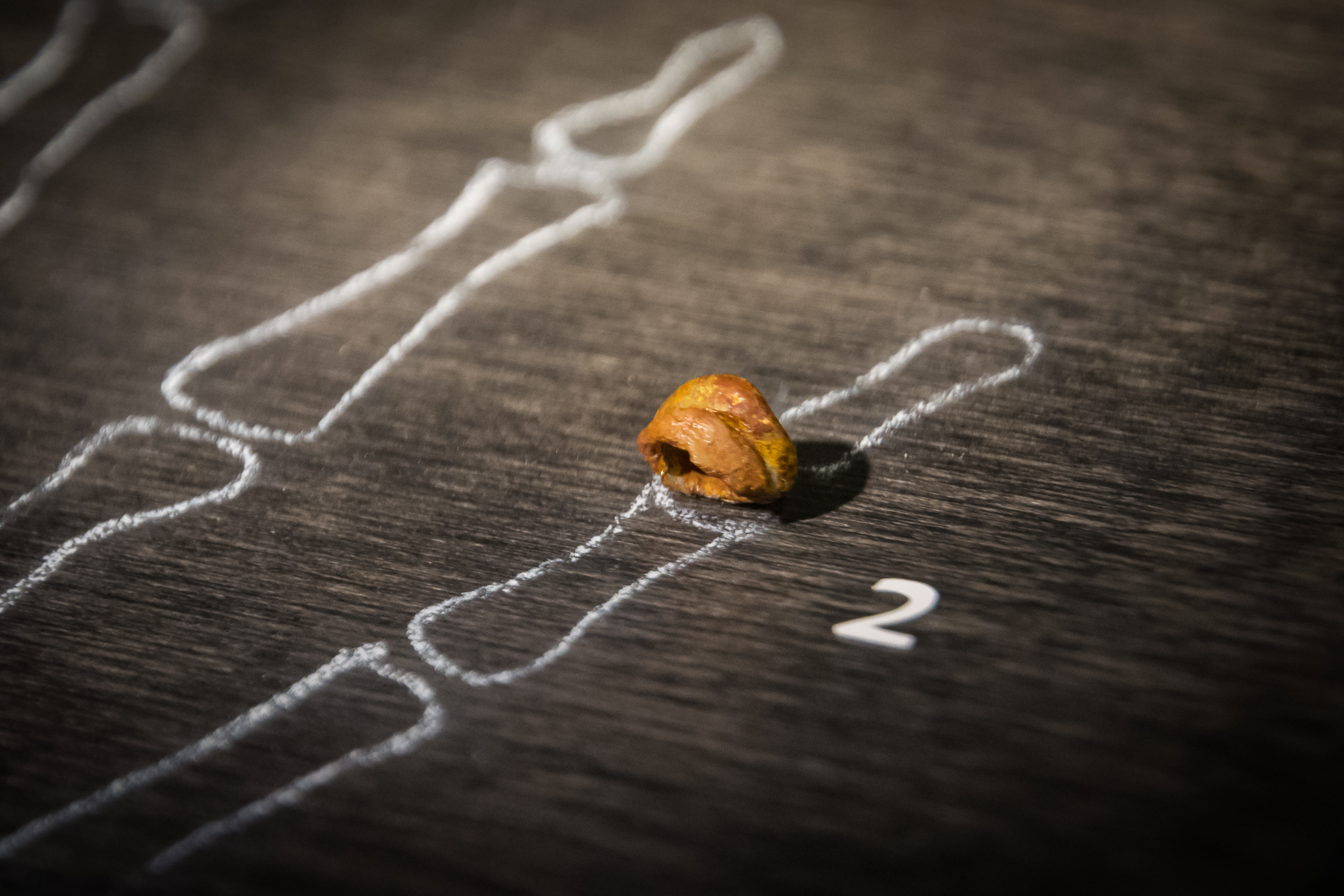
2008 in der Denissowa-Höhle entdecktes Fingerglied (Replik) eines Denisova-Menschen

Im März 2010 wurde die DNA-Analyse vom Fingerglied Denisova 3 eines Denisova-Menschen veröffentlicht, das bereits 2008 im Schichtpaket 9–11 gefunden worden war. Da es in der Höhle nicht wärmer als ungefähr 7 Grad Celsius wird, ist das nur sieben Millimeter lange Knochenstück mit intakter DNA im Höhlensediment erhalten geblieben. Ein morphologisch archaisch wirkender Backenzahn M2 oder M3 des Denisova-Menschen aus Schicht 11.1 der Höhle wurde erstmals im Dezember 2010 publiziert. Er trägt die Fossilbezeichnung Denisova 4 und ist – so wie der Fingerknochen – über den Schichtzusammenhang mit der 14C-Methode zwischen 30–48.000 BP datiert worden. Mindestens 50.000 Jahre alt ist der 2015 publizierte Backenzahn Denisova 8.
Die DNA aus einem im Jahr 2010 entdeckten Zehen-Knochen eines Neandertalers konnte ebenfalls extrahiert und nahezu vollständig rekonstruiert werden. Das Fossil Denisova 11 – ein kleines Fragment eines Röhrenknochens, das 2012 in der Höhle entdeckt worden war – gehörte zu einer vermutlich mindestens 13 Jahre alten Jugendlichen, deren Mutter eine Neandertalerin und deren Vater ein Denisovaner war.

## Datierung

### 2019
Anfang 2019 wurden in der Fachzeitschrift Nature zwei Studien mit neuen Datierungen zur Besiedelung der Höhle auf Basis der optisch stimulierten Lumineszenz und einer Variante der Massenspektrometrie (ZooMS) publiziert. Demnach ergaben sich aufgrund von Steinwerkzeug-Funden Hinweise darauf, dass die Höhle erstmals bereits vor 300.000 Jahren besiedelt wurde. Die Belege für Neandertaler wurden in die Zeitspanne zwischen 200.000 und 100.000 Jahren vor heute datiert, die Belege für Denisova-Menschen sind mindestens 200.000 Jahre alt. Das Mischlingskind (Denisova 11) ist der Analyse zufolge rund 100.000 Jahre alt. Der jüngste Knochenfund (Denisova 14), dessen Zuschreibung zu einer bestimmten Population ungeklärt ist, ist 46.300 ± 2600 Jahre alt.
Für die Schmuckgegenstände, die vermutlich dem anatomisch modernen Menschen (Homo sapiens) zuzuordnen sind, wurde nunmehr ein Alter von rund 48.000 bis 43.000 Jahren vor heute cal BP publiziert. Die Besiedelung der Höhle war den Befunden zufolge nicht kontinuierlich, sondern episodisch, insbesondere während der Zwischeneiszeiten.

### 2021
Verfeinert wurde die Rekonstruktion der Besiedelungsgeschichte durch eine detaillierte Analyse von DNA-Resten in den Sedimenten der Höhle. Demnach belegt mtDNA, dass die mit rund 250.000 bis 170.000 Jahre älteste Besiedelungsschicht allein von Denisova-Menschen stammt. Die nächstjüngere Schicht enthält im Wechsel DNA-Spuren von Neandertalern und Denisova-Menschen. Hinweise auf einen alleinigen Aufenthalt von Neandertalern stammen aus der Zeit vor 130.000 bis 100.000 Jahren; danach fanden die Forscher erneut mtDNA von Denisova-Menschen, die sich jedoch von der mtDNA der vorherigen Höhlenbewohner so stark unterscheidet, dass es sich um eine neu in der Region angekommene Population zu handeln scheint. Diese Ankunft folgte gegen Ende einer ausgeprägten Kälteperiode. Die ersten DNA-Funde von anatomisch modernen Menschen stammen aus Schichten, die jünger als 50.000 Jahre sind.

## Belege
1. 1 2  Денисова пещера. Denisova-Denisova Cave-Denis Cave. Abgerufen am 16. September 2015.
2. 1 2 3 4  K. Kris Hirst: Denisova Cave (Siberia) Altai Mountain Paleolithic Site of Denisova Cave. Archiviert vom Original am 23. Oktober 2013; abgerufen am 16. September 2015.
3. 1 2  Maria Mednikova: A proximal pedal phalanx of a Paleolithic hominin from denisova cave, Altai. In: Archaeology, Ethnology and Anthropology of Eurasia. Band 39, Nr. 1, 2011, S. 129–138, doi:10.1016/j.aeae.2011.06.017
4. ↑  Michael Marshall: Mystery relations. In: New Scientist. Band 222, Nr. 2963, 2014, S. 34–38
5. ↑  keine Autorenangabe: Денисова пещера Informationsportal Barnaul und Region Altai. Abgerufen am 16. September 2015
6. ↑  A.P. Derevianko et al.: A Paleolithic Bracelet From Denisova Cave. In: Archaeology, Ethnology and Anthropology of Eurasia. Band 34, Nr. 2, 2008, S. 13–25 doi:10.1016/j.aeae.2008.07.002
7. ↑  Stone bracelet is oldest ever found in the world. Auf: Siberian Times vom 7. Mai 2015 (zuletzt abgerufen am 31. Januar 2019).
8. ↑  Johannes Krause u. a.: The complete mitochondrial DNA genome of an unknown hominin from southern Siberia. In: Nature. Band 464, Nr. 7290, 2010, S. 894–897, doi:10.1038/nature08976, Volltext (PDF).
9. ↑  Katrin Blawat: Homo X. In: Süddeutsche Zeitung. Nr. 70 vom 25. März 2010, S. 18
10. 1 2  David Reich u. a.: Genetic history of an archaic hominin group from Denisova Cave in Siberia. In: Nature, Band 468, Nr. 7327, 2010, S. 1053–1060 doi:10.1038/nature09710 (zur Lage im Schichtzusammenhang speziell in: Supplementary Information 12, S. 81–86).
11. ↑  Susanna Sawyer et al.: Nuclear and mitochondrial DNA sequences from two Denisovan individuals. In: PNAS. Online-Vorabveröffentlichung vom 16. November 2015, doi:10.1073/pnas.1519905112.
12. ↑  Kay Prüfer, Fernando Racimo et al.: The complete genome sequence of a Neanderthal from the Altai Mountains. In: Nature. Band 505, Nr. 7481, 2014, S. 43–49, doi:10.1038/nature12886.
13. ↑  A high-quality Neandertal genome sequence. Auf: eva.mpg.de, eingesehen am 6. Oktober 2017.
14. ↑  Samantha Brown, Thomas Higham, Viviane Slon, Svante Pääbo et al.: Identification of a new hominin bone from Denisova Cave, Siberia using collagen fingerprinting and mitochondrial DNA analysis. In: Scientific Reports. Band 6, Artikel-Nr. 23559, 2016, doi:10.1038/srep23559.
15. ↑  Viviane Slon, Fabrizio Mafessoni, Benjamin Vernot et al.: The genome of the offspring of a Neandertal mother and a Denisovan father. In: Nature. Band  561, 2018, S. 113–116, doi:10.1038/s41586-018-0455-x.
16. ↑  Zenobia Jacob et al.: Timing of archaic hominin occupation of Denisova Cave in southern Siberia. In: Nature. Band 565, 2019, S. 594–599, doi:10.1038/s41586-018-0843-2
17. ↑  Katerina Douka et al.: Age estimates for hominin fossils and the onset of the Upper Palaeolithic at Denisova Cave. In: Nature. Band 565, 2019, S. 640–644, doi:10.1038/s41586-018-0870-z.
18. ↑  Robin Dennell: Dating of hominin discoveries at Denisova. In: Nature. Band 565, 2019, S. 571–572, doi:10.1038/d41586-019-00264-0
19. ↑  Ancient-human species mingled in Siberia’s hottest property for 300,000 years. Auf: nature.com vom 30. Januar 2019 (mit einer Übersichtsgraphik zur Siedlungsgeschichte).
20. ↑  New studies reveal deep history of archaic humans in southern Siberia. Auf: eurekalert.org vom 30. Januar 2019.
21. ↑  Elena I. Zavala et al.: Pleistocene sediment DNA reveals hominin and faunal turnovers at Denisova Cave. In: Nature. Online-Vorabveröffentlichung vom 23. Juni 2021, doi:10.1038/s41586-021-03675-0.
 Pleistocene sediment DNA from Denisova Cave. Auf: eurekalert.org vom 23. Juni 2021.